# Качиче-Паред
Качиче-Паред (словен. Kačiče–Pared) — поселення в общині Дівача, Регіон Обално-крашка, Словенія. Висота над рівнем моря: 490 м.